# Żelazny Orzeł II
Żelazny Orzeł (ang. Iron Eagle II) – izraelsko-kanadyjski film sensacyjny z 1988 roku w reżyserii Sidneya J. Furiego. Kontynuacja filmu Żelazny Orzeł z 1986 roku.
Film doczekał się kontynuacji obu filmów: Żelazny Orzeł 3 – Asy (1992) i Żelazny Orzeł IV (1995).

## Fabuła
W jednym z krajów na Środkowym Wschodzie znajduje się baza broni jądrowej, co budzi niepokój Pentagonu i Kremla. Generał Charles Sinclair (Louis Gossett Jr.) nawiązuje łączność w Izraelu z rosyjskim dowódcą, Vladimirem Vardovskim (Alan Scarfe). Pod ich komendą grupa pilotów przygotowuje się do ataku na bazę.

## Obsada
- Louis Gossett Jr. jako generał Charles Sinclair
- Alan Scarfe jako Vladimir Vardovsky
- Mark Humpfrey jako kapitan Matt "Cobra" Cooper
- Stuart Margolin jako generał Stillmore
- Sharon Brandon jako Valeri Zuyeniko
- Maury Chaykin jako sierżant Downs
- Colm Feore jako Yuri Lebanov
- Clark Johnson jako Graves
- Jason Blicker jako Hickman